# Acalolepta aurata
Acalolepta aurata es una especie de escarabajo longicornio del género Acalolepta, tribu Monochamini, subfamilia Lamiinae. Fue descrita científicamente por Gahan en 1888.
Se distribuye por India, Nepal, Bangladés y Camboya. Mide aproximadamente 21-29 milímetros de longitud. El período de vuelo de esta especie ocurre en los meses de julio y agosto.